# Дорошенко, Константин Владимирович
Константин Владимирович Дорошенко (укр. Костянтин Володимирович Дорошенко; 29 октября 1972, Киев, УССР) — украинский арт-критик, куратор современного искусства, медиаменеджер, радиоведущий разговорной радиостанции Радио Вести (Украина). Один из пяти самых влиятельных украинских арт-кураторов и десяти ведущих арт-критиков Украины 2000-х, по версии журнала «Art Ukraine».

## Биография
Закончил Киевский национальный университет им. Тараса Шевченко (1989—1994), историк. Работая над дипломной работой, посвящённой европейскому рыцарству и куртуазной культуре, слушал частные лекции украинского историка искусства Платона Белецкого. В 1992 выступил инициатором выставки к 70-летию ученого в филиале Музея истории города Киева.
Первое место работы — Музей истории города Киева (1994—1995), и. о. заведующего сектором отдела «История украинской диаспоры».
В то же время начинает писать статьи о культуре, искусстве и обществе. Публикуется в изданиях «Вільна думка» («Австралия), Факты и комментарии», «Финансовая Украина», журналах «Капитал», «Птюч» (Россия).

## Работа в медиа
С 1995 по 1998 работает в первом украинском издании об образе жизни LOOKS International. Редактор отделов «Общество» и «Люди».
1998 — редактор отдела «Клуб» в журнале «Парад».
В «2000—2001 работает в команде, выводившей на украинский рынок газету КоммерсантЪ-Украина», редактор отдела «Общество» и приложения Weekend. Параллельно — редактор сайта Украина.ru. В 2001 ИД «КоммерсантЪ» лишил украинских инвесторов лицензии на выпуск газеты по причине политической цензуры, которой издание подвергалось в Киеве.
В «2001 году по приглашению владельца холдинга KP Media» Джеда Сандена в качестве главного редактора запускает киевский журнал «Афиша». Проект просуществовал на рынке девять лет.
Редакторскую деятельность продолжает в журнале «ПолитикHALL» в 2002 году. Заместитель главного редактора.
В «2005, когда газета КоммерсантЪ» снова появилась на Украине уже как проект российского издательского дома. Дорошенко становится руководителем отдела PR и корпоративной рекламы издания. Был одним из авторов скандальной рекламной кампании «Газета для тех, кто умеет читать», в ходе которой владельцы рекламных площадей отказывались размещать постеры с изображением людей, похожих на Юлию Тимошенко и Виктора Ющенко.
В «2006 году переходит в журнал Профиль Украина» на должность первого заместителя редактора (руководитель проекта — российский писатель Дмитрий Быков).
С конца 2006 до 2009 года работает в группе проектов «Телекритика». Директор по развитию проекта.
Автор публикаций об искусстве и культуре в общественных и специализированных изданиях Австралии, Италии, России, Украины, Азербайджана. Регулярно публикуется в изданиях «Артгид» («Россия), Зеркало недели», «День», «Публичные люди».
С марта 2014 года является ведущим украинской разговорной радиостанции Радио Вести — ведет ряд эфиров, среди которых авторская программа «Культ Дорошенко», эфиры «Элементарно» с Дмитрием Симоновым, «Война миров» с Татьяной Гончаровой и «Циники» с Дмитрием Терешковым.

## Персональные кураторские работы
2001 — «Распятый Будда», Киев, Музей культурного наследия. Первая персональная выставка Александра Ройтбурда, сокуратор — Наталия Смирнова. Впервые в Киеве contemporary art демонстрируется на территории государственного музея. Выставка проходила под патронатом посольства США, поскольку Ройтбурд тогда проживал в Нью-Йорке.
2006 — книга «Папа и Украина», презентация которой прошла в Национальной филармонии, Киев. Автор текста — Александр Красюк, художник — Юрий Никитин. Проект, приуроченный к пятилетию визита Иоана Павла ІІ на Украину, был благословлён Верховным архиепископом УГКЦ кардиналом Любомиром Гузаром.
2007 — «Гилизм», Нью-Йорк, Украинский институт. Персональная выставка украинского художника британско-австралийского происхождения Майкла Мерфенко.
2012 — «Апокалипсис и Возрождение в Шоколадном доме», Киев, Шоколадный дом, филиал Киевского Национального музея русского искусства. Выставка в рамках Первой киевский биеннале «ARSENALE». Автор идеи — Олег Кулик, сокуратор — Анастасия Шавлохова, организатор — Mironova Gallery. На выставке 43 художника с Украины и из России представили метафору современности, образ протестующего, растерянного мира в состоянии секундного покоя. Среди участников проекта Андрей Монастырский, Арсен Савадов, Анатолий Осмоловский, Дмитрий Гутов, Илья Трушевский, Жанна Кадырова, Ольга Громова, Валерий Чтак, Андрей Кузькин, Оксана Мась и другие. Проработав всего 15 дней, выставка подверглась цензуре: часть работ были повреждены, часть — демонтированы по инициативе дирекции музея. В ответ кураторы приняли решение закрыть выставку.
2013 — «Прошивая опыт», Киев, КНУ им. Тараса Шевченко. Проект художника Владимира Кузнецова.
2014 — «Четвертое парадное», Киев, Национальный музей Тараса Шевченко. Персональная выставка днепропетровского художника Никиты Шаленного. Проект посвящён исследованию спиральности истории, проводя параллели между современностью и средневековьем. Дорошенко обращается к теории о долгом средневековье Жака Ле Гоффа. Но если французский историк-медиевист утверждал, что этот исторический период длился до XIX века, то «Четвертое парадное» демонстрирует продолжительность «темного времени» до сих пор.

## Кураторская группа «Хазария»
Совместно с Евгением Минко в 2004 году основывает Кураторскую группу «Хазария».
При её активном участии был издан первый украинский перевод Жана Бодрийяра — «Символический обмен и смерть» (издательство «Кальварія»). Обложкой книги послужила картина художника Алексанра Ройдбурда «Распятый Будда».
В том же 2004 году «Хазария» представила мультимедийную акцию «Комплектация», объединившую экспериментальную электронную музыку, видеоарт и графику. Участники — Kotra, Алла Загайкевич, Zavoloka, Майкл Мерфенко и другие.
Выставка «Пурификация» — последний проект «Хазарии». Проект в киевском Доме художника состоялся между двумя турами президентских выборов-2004, что придало его названию и образности дополнительных коннотаций. Участники: Любко Дереш (текст), Kotra (звук), Майкл Мерфенко (живопись), Свтелана Вольнова (фотография).

## «Клиника Дорошенко Грищенко»
В 2009 году Дорошенко вместе с Оксаной Грищенко создает новое арт-объединение: «Клиника Дорошенко Грищенко». Её миссией провозглашают оздоровление общества через искусство. Каждый из соучредителей выступает со своими кураторскими проектами, иногда «Клиника» привлекает кураторов со стороны (Татьяна Гершуни, проект «Аут», Киев, 2010; Коан Джеф Байза, «Аут: Нейроразнообразие», Киев, 2011). В рамках «Клиники» Дорошенко уже реализован ряд проектов.
2009 — «Год последний — год первый», персональная выставка фотографа Валерия Милосердова (Киев, Российский центр науки и культуры при посольстве РФ). Представив фотографии последнего года жизни СССР и хронику Москвы дней ГКЧП, в разгар мирового финансового кризиса проект напомнил о кризисе, принесшем глобальное переформатирование мировой экономики и геополитики.
2009 — «Инектоиды и рептилоиды — поиск гармонии», Пекин, гостиница «Дружба». Проект создавался Дорошенко и Майклом Мерфенко в ходе XXIV Всемирного конгресс философии права и социальной философии в Пекине, как рефлексия на развернувшиеся там дискуссии. В течение пяти дней художник рисовал произведения китайской тушью на рисовой бумаге, куратор — писал эссе-комментарий к конгрессу. Проект был представлен в последний день работы форума, а в 2010 году проект презентован в Майами, США, в рамках ярмарки Red Dot Miami Art Fair. Поскольку автором метафоры «инсектоиды и рептилоиды» в применении к ментальности разных народов, является кыргызстанский геолог Ильяс Садыбакасов, кульминацией проекта стала его экспонирование на родине ученого, в Бишкеке. Выставка в Бишкекском Национальном художественном музее им. Г. Айтиева в 2011 была дополнена фотопроектом Светланы Вольновой «Азиз» и объектами Майкла Мерфенко.
2009 — «Чингизиды Украины», Киев, галерея «Дукат». Выставка портретов крымскотатрских ханов, воссозданных художником и иконописцем Юрием Никитиным в сотрудничестве с историком Олексой Гайворонским.
2010 — «Внутренний свет», Киев, Национальный художественный музей Украины. Совместная выставка тайваньского художника Ли Санданя и Майкла Мерфенко. Сокуратор — Оксана Баршинова. Годом ранее Ли Санданя в рамках 53-й Венецианской биеннале представил куратор, теоретик и историк искусства Акилле Бонито Олива.
2011 — «Фатальные стратегии», Киев, 7-й павильон ВДНХ. Проект украинского дизайнера и художника Ольги Громовой, посвящённый одноименному произведению Жана Бодрийяра, выход украинского перевода которого стал одной из составляющих мультимедийной акции. Автор сценографии — Георгий Сенченко, в тандеме с Арсеном Савадовым ставший одним из основателей украинского contemporary art. Созданную Ольгой Громовой для проекта коллекцию одежды в стиле архитектурной бионики в финале дефиле была сожжена на глазах у публики — 280-ти киевских и зарубежных VIP. «Фатальные стратегии» получили гран-при Интернациональной премии Ukrainian Event Award и первые места в номинациях «Лучшее культурное мероприятие» и «Лучшая творческая концепция мероприятия».

## Книги
Как некий итог творчества Дорошенко весной 2015 года свет увидела книга «Конец эпохи позднего железа» издательства Laurus. В книгу вошли тексты, публиковавшиеся автором за двадцать лет его работы в журналистике в различных изданиях а также множество архивных фотографий.
«Это книга-обновление. Несмотря на поверхностный цинизм, она — о вере. О необходимости искать до тех пор, пока внутренняя честность не получит полного соответствия жестам вовне, чего бы они не стоили».

Из предисловия писателя Любка Дереша

## Оценки и комментарии
В 2011 году журналом «Art Ukraine» Дорошенко назван одним из 10-ти ведущих украинских арт-критиков десятилетия.
Входит в топ-50 самых влиятельных людей украинского современного искусства и топ-25 влиятельных деятелей украинского арт-рынка по версии журнала «Фокус» (2012), топ-100 самых влиятельных деятелей современного украинского искусства по версии журнала «Art Ukraine» (2012).
Удостоен премии имени азербайджанского поэта Микаила Мушфига в 2015 году.
«[Дорошенко] принципиально держится в стороне от каких-либо арт-тусовок и поэтому может позволить себе роскошь совершать объективную аутопсию всей художественной среды».

Критик Анатолий Ульянов
«Константин Дорошенко — штучный продукт, бескомпромиссный и трепетный одновременно. Такие люди есть ДНК любой самобытной культуры. Я верю в украинскую культуру потому что в ней есть Костя».

Художник Олег Кулик